# 조재훈 (1968년)
조재훈(1968년 5월 5일 ~ )은 대한민국 경기도의회 의원이다.

## 학력
- 오산화성초등학교
- 오산중학교
- 유신고등학교
- 경기대학교 산업공학과 졸업
- 연세대 공학대학원 졸업

## 경력
- 오산자치시민연대 사업국장
- 민주당 경기도당 중소기업특별위원회 부위원장
- 안민석 국회의원 특별보좌관
- 2014.07 ~ 2018.06: 제9대 경기도의회 의원
- 2018.07 ~ 2022.03: 제10대 경기도의회 의원

## 역대 선거 결과
|  | 24.19% |

|  | 49.03% |

|  | 66.16% |